# Vendres

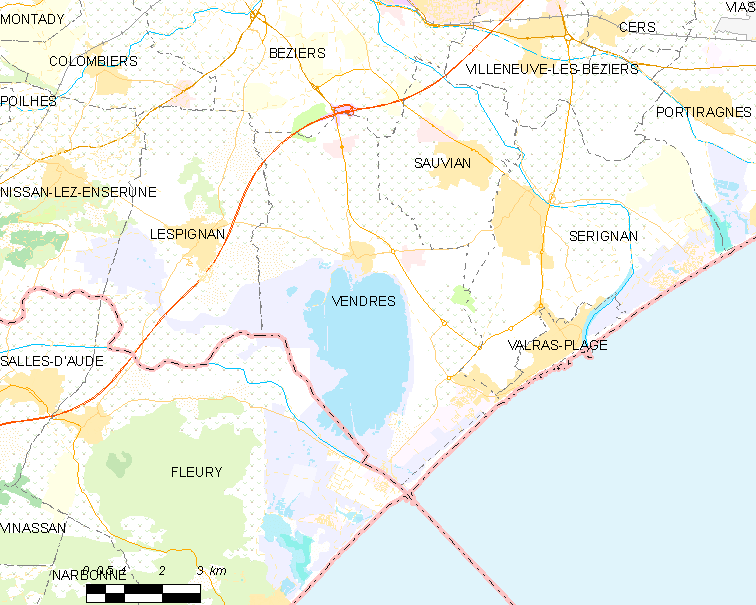
Mapa

 Vendres  (en idioma occitano Vèndres) es una población y comuna francesa, situada en la región de Occitania, departamento de Hérault, en el distrito de Béziers y cantón de Béziers-1.

## Demografía
| 953 | 879 | 781 | 885 | 1230 | 1549 | 2682 |
| Para los censos de 1962 a 1999 la población legal corresponde a la población sin duplicidades (Fuente: INSEE [Consultar]) |     |     |     |      |      |      |